# Maria Seleban de Cattani
Maria Seleban de Cattani (Split, 1789. − 1870.) je bila hrvatska botaničarka i zoologica. 

## Životopis
Rođena je u Splitu 20. svibnja 1789. Otac Nicolò Seleban, rodom iz Švicarske, iz Tochemburga, bio je prirodoslovac i matematičar. U blizini Splita otkrio je izvor ljekovite sumporne vode i ondje izgradio ljekovito kupalište. Marijina majka potjecala je pak iz ugledne obitelji Marenzi.                                             M. de Cattani bavila se botanikom i zoologijom, skupljala je cvijeće, školjke, kukce i ino. Pronašla je endemsku vrstu ljiljana koja je poslije nazvana po njoj: Il Lilium Cattaneum Dalmaticum. Narodna imena za taj ljiljan su ljiljan Katanijeve, Katanijev ljiljan, tamnogrimizni ljiljan.